# Contea di Lander
La contea di Lander, in inglese Lander County, è una contea dello Stato del Nevada, negli Stati Uniti. La popolazione al censimento del 2000 era di 5 794 abitanti. Il capoluogo di contea è Battle Mountain.

## Geografia fisica
La contea si trova nella parte centrale del Nevada. L'U.S. Census Bureau certifica che l'estensione della contea è di 14294 km², di cui 14227 km² composti da terra e i rimanenti 67 km² composti di acqua.
Il territorio è arido e montagnoso.

### Contee confinanti
- Contea di Elko - nord
- Contea di Eureka - est
- Contea di Nye - sud
- Contea di Churchill - ovest
- Contea di Pershing - ovest
- Contea di Humboldt - nord-ovest

### Area protetta nazionale
- Humboldt-Toiyabe National Forest (parziale)

### Principali autostrade
- Interstate 80
- Interstate 80 Business (Battle Mountain)
- U.S. Route 50
- State Route 304
- State Route 305
- State Route 306
- State Route 376
- State Route 722
- State Route 806

## Storia
La contea è stata istituita nel 1862 e deve il suo nome a Frederick W. Lander.

## Geografia antropica

### Census-designated place
- Austin
- Battle Mountain (capoluogo)
- Kingston

### Comunità non incorporata
- Pittsburg

### Città fantasma
- Argenta
- Clifton
- Cortez
- Dean
- Galena
- Hilltop
- Lander
- Rixie
- Telluride